# HMAS Collins (1996)
HMAS Collins (SSG 73) is een Australische aanvalsonderzeeër van de Collinsklasse met dieselelektrische aandrijving. De boot is gebouwd door de Australische scheepswerf Australian Submarine Corporation en vernoemd naar de Australische viceadmiraal John Augustine Collins.
Het ontwerp van de Collinsklasse is gebaseerd op de verschillende generaties van Zweedse onderzeeboten.